# Symplegaden

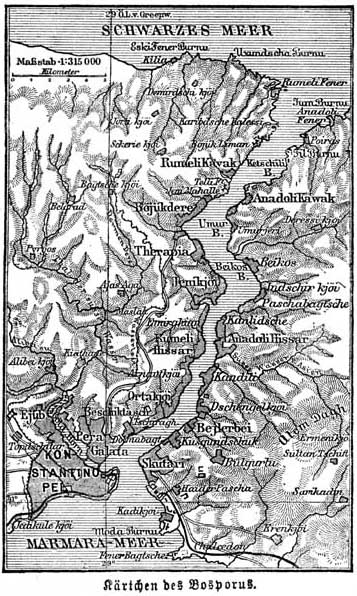
Der Bosporus um 1888

Symplegaden (altgriechisch Συμπληγάδες Symplēgádes, deutsch ‚die Zusammenschlagenden‘) sind gemäß der Argonautensage zwei mythische Felseninseln, die an der Einmündung des Bosporus in das Schwarze Meer liegen. Die eine befindet sich auf der asiatischen und die andere auf der europäischen Seite der Meerenge. Auch und eigentlich tragen sie aufgrund ihrer schwärzlichblauen Gesteinsfarbe den Namen „Kyaneen“, was auf Griechisch die Bläulichen bedeutet.
Der Sage zufolge sind die Inseln nicht im Meer verwachsen, sondern schwimmen in der See. Einmal treiben sie aufeinander zu und dabei schwillt die Meeresflut in der Mitte mit fürchterlichem Toben an. Dann wiederum treiben sie auseinander und es bildet sich eine enge Durchfahrt zwischen ihnen.
Die Argonauten müssen auf ihrer Fahrt nach Kolchis diesen Engpass durchqueren. Auf Rat des Phineus lässt Jason zunächst eine Taube zwischen den Felsen hindurchfliegen, um herauszufinden, wie schnell sie rudern müssten: Die Taube kommt mit geringer Verletzung der Schwanzfedern hindurch, und als die Felsen sich wieder öffnen, rudern die Argonauten selbst rasch nach und kommen (dank eines letzten Stoßes durch die Göttin Pallas Athene) mit Verlust ihres Steuerruders davon. Gemäß der Sage hörte die Bewegung der Symplegaden seit dieser Zeit auf.
Bereits in der Antike wurden die Symplegaden mit den Plankten, zwei im Meer treibende Irrfelsen, verwechselt. Die Existenz der Inseln wird von Altertumsforschern bezweifelt, da bisher keinerlei Anhaltspunkte von archäologischer oder geologischer Bedeutung entdeckt werden konnten.